# 北京大学数学科学学院
北京大学数学科学学院（简称北大数院），是北京大学的一个学院，其数学学科多次在教育部评估中名列中国大陆首位，被广泛认为是拥有中国大陆最好的数学、应用数学和计算数学学科的学院之一。

## 历史
1904年，清政府颁布的《奏定学堂章程》规定“高等算学”隶属格致科（现在称理科），并且规定了算学门的课程。辛亥革命后，京师大学堂于1912年5月1日改名为国立北京大学。同年公布的“民国元年所订之大学学制及其学科”中格致科改名为理科，其中包括数学门。1913年秋，北京大学数学门招收新生，标志着中国现代第一个大学数学系正式开始教学活动。
1917年1月蔡元培出任北京大学校长。1919年秋，北大改“门”为“系”。在确定各系的序列时，蔡元培指出：“大学宗旨，凡治哲学文学应用科学者，都要从纯粹科学入手；治纯粹科学者，都要从数学入手。所以，各系秩序，列数学系为第一系”。
在1952年秋的院系调整中，北京大学数学系与清华大学数学系、燕京大学数学系合并为北京大学数学力学系。1955年计算数学教研室成立，1956年概率统计教研室成立。1969年力学专业搬迁至陕西汉中北京大学分校，成立了力学系（现为北京大学工学院力学与空天技术系）。1985年，概率统计教研室独立成立了概率统计系。1995年，在数学系与概率统计系的基础上成立了北京大学数学科学学院。2005年，北京国际数学研究中心成立。

## 机构
北大数院于1989年建立了“数学及其应用”重点实验室，其在1994年成为国家教委重点开放实验室。国家教委的“高校数学研究与高等人才培养中心”也挂靠在数学科学学院。北京大学数学研究所与数学科学学院结合在一起，实行院所结合的体制。1991年成立的北京大学数理统计研究所与概率统计系结合在一起，实行系所合一的体制。北大数院还设有《数学进展》等数学刊物的编辑部。

### 行政机构及专门委员会
北大数院行政机构包括院行政、院党委、院团委及综合办公室、教学办公室、科研办公室、学生工作办公室等。数学科学学院还有数学科学学院学术委员会、数学学科学位分委员会、教学指导委员会、办公用房管理委员会、工会委员会、院图书小组等专门委员会。

### 系所实验室
- 数学系，现任主任范辉军[2]。
- 概率统计系，现任主任任艳霞[2]。
- 信息与计算科学系，现任主任姜明[2]。
- 金融数学系，现任主任吴岚[2]。
- 数学研究所，现任所长王诗宬[2]。
- “数学及其应用”重点实验室[2]。

## 人才培养

### 专业设置
北大数院现为“国家理科基础研究与人才培养基地”，设有4个本科专业：
- 数学与应用数学专业，包括基础数学方向和金融数学方向
- 信息与计算科学专业，包括计算数学方向和信息科学方向
- 统计学专业，包括概率论、统计学、生物统计学三个方向
- 数据科学与大数据技术专业

学院还设有4个博士专业：基础数学、应用数学、计算数学、概率统计。

## 学院荣誉

### 教学奖项
北大数院在2001年获得国家优秀教学成果特等奖。

### 评估及排名
在教育部学科评估中，2002年、2007年、2012年北大数学均名列全国首位；2017年北大数学和统计学均获评A+并入选国家“一流学科”建设名单。在2019年QS世界大学数学学科排名中，位居世界第20位，中国大陆第1位；在2020年QS世界大学数学学科排名中位居世界第22位。

## 争议

### 田刚-丘成桐事件
2005年8月19日，《北京科技报》发表题为《丘成桐：中国目前教育不可能出一流人才》的采访，文中丘成桐指责中国数学界腐败，并不点名批评田刚涉嫌剽窃。2005年9月29日，丘成桐在浙江大学和中科院数学网站上再次批评“北大学风不正”，并在一篇题为《丘成桐院士澄清有关北大的某些事实真相》的采访中声称田刚的成就基本是依靠丘成桐得来，而且田刚的道德恶劣，涉嫌学术造假和窃取他人学术成果。此后两人均有支持者辩护和相互攻击。北京大学数学科学学院则在2006年9月22日于其网站及北大未名BBS上发表文章《北京大学数学科学学院的几点说明》，为北京大学及田刚辩护，否认丘成桐的指控，并称：“我们历来真诚欢迎任何个人或单位（包括该美籍华裔数学家）实事求是地对我们的工作提出批评和意见，有则改之，无则加勉。但我们坚决反对任何人或单位不负责任、毫无事实根据的捏造和污蔑。”

## 杰出校友
- 王选，原数学力学系计算数学专业第一届学生，汉字激光照排技术创始人[32]。
- 丁石孙，曾任北京大学校长，民盟中央主席。[33]
- 吴文俊，对拓扑学做出了重大贡献，研究几何定理的机器证明，创立吴特征列方法，产生了巨大影响。曾任中国科学院数理学部主任，全国政协常委。曾获第三世界科学院数学奖，自动推理领域最高奖埃尔布朗奖，中华人民共和国国家最高科学技术奖，邵逸夫奖数学科学奖等奖项。[34]
- 江泽涵，中国拓扑学研究的奠基人之一。[35]曾自1934年起任北大数学系主任至1952年。
- 许宝騄，中国现代概率论、数理统计学科的开创者。[36]
- 张益唐，发表《素数间的有界距离》，在孪生素数猜想这一数论难题上取得了质的突破。[37]

此外较著名的人还包括从事代数学研究的段学复，从事多元调和分析、多元三角逼近论等领域的研究的程民德，以在微分动力系统领域的研究而知名的廖山涛，以对无穷维莫尔斯理论的研究而知名的张恭庆，从事拓扑学中的不动点理论和低维拓扑学的研究的姜伯驹，以及田刚、丁伟岳、文兰、王诗宬、张平文等人。
2018年，4名青年数学家共享3个新视野奖，其中两名中国数学家恽之玮和张伟均毕业于北京大学。2020年，16位华人获斯隆研究奖，4人来自北大数院。